# John Hans Ostwald
John Hans Ostwald (* 3. Juli 1913 in Berlin; † 24. Mai 1973 in Alameda County) war ein österreichisch-amerikanischer Architekt.

## Leben und Werk
Hans Ostwald, Sohn einer jüdischen obere Mittelschicht-Familie, übersiedelte 1923 mit seinen Eltern nach Wien, wo er das Realgymnasium des XVIII. Bezirks besuchte und 1931 die Reifeprüfung ablegte. Anschließend studierte er an der Universität Wien Rechtswissenschaft und Wirtschaftslehre und legte nach dem 4. Semester die 1. Staatsprüfung ab und setzte dann seine Studien an der London School of Economics fort. 1934 begann er das Studium der Architektur an der ETH Zürich, unterbrochen 1935 von einem Semester an der Technischen Hochschule Wien. Nach praktischer Tätigkeit in Wien und Amsterdam schloss er sein Studium im Sommer 1938 mit dem Diplom ab. Danach widmete er sich architektur- und kunsthistorischen Studien und wurde 1948 bei Linus Birchler an der ETH Zürich mit einer Arbeit zum Werk des Architekten Otto Wagner promoviert.
1939 emigrierte er mit seiner Frau Rosemarie (1915–1984) in die USA nach Kalifornien. Hier fand er zunächst eine Stelle in San Francisco im Architekturbüro von Richard Neutra, einem Klassenkameraden seines Schwiegervaters. Er wechselte zu Anshen & Allen in San Francisco. Während des Krieges entwarf er Raffinerie-Gebäude für Standard Oil. 1947 wurde er Juniorpartner von Frederick Confer und spezialisierte sich auf Wohnhäuser. 1954 begründete er seine eigene Firma, woraus 1965 mit seinem Juniorpartner E. Paul Kelly (1937–2011) Ostwald & Kelly hervorging. Sein Büro befand sich in einem von ihm selbst entworfenen Gebäude in der Shattuck Avenue in Berkeley.
Ostwald baute 97 Häuser und war für den Umbau von 115 weiteren verantwortlich, überwiegend in der San Francisco Bay Area und um den Lake Tahoe, wo er auch selbst ein Ferienhaus besaß. In Berkeley entwarf er die South Branch Library (1961, abgerissen), das Bancroft Center (1964/65) sowie die St. John’s Presbyterian Church (vollendet 1975). Ferner entwarf er die Alameda County Library, San Lorenzo Branch (1969/70).

## Schriften
- Otto Wagner. Ein Beitrag zum Verständnis seines baukünstlerischen Schaffens. Baden 1948 (Dissertation).